# Scottish Cup 1946-1947
La Scottish Cup 1946-1947 è stata la 62ª edizione del torneo. L'Aberdeen ha vinto il trofeo per la prima volta nella sua storia.

## Formula
In ogni turno si giocavano gare di sola andata; in caso di parità si disputava un replay a campi inveriti; in caso di ulteriore parità si procedeva con i supplementari e i rigori.

## Partite

### Primo turno
Gare disputate il 25 gennaio 1947.
| Squadra 1           | Risultato | Squadra 2          |
| ------------------- | --------- | ------------------ |
| Aberdeen            | 2 – 1     | Partick Thistle    |
| Albion Rovers       | 3 – 0     | Airdrieonians      |
| Alloa Athletic      | 0 – 8     | Hibernian          |
| Arbroath            | 2 – 2     | Stenhousemuir      |
| Clachnacuddin       | 1 – 1     | East Stirlingshire |
| Dundee              | 2 – 1     | Celtic             |
| East Fife           | 6 – 2     | Dunfermline        |
| Falkirk             | 2 – 0     | Kilmarnock         |
| Hamilton Academical | 1 – 1     | Third Lanark       |
| Hearts              | 3 – 0     | St. Johnstone      |
| Greenock Morton     | 4 – 0     | Edinburgh          |
| Motherwell          | 3 – 0     | Forfar Athletic    |
| Peterhead           | 1 – 5     | Ayr Utd            |
| Queen of the South  | 3 – 4     | Raith Rovers       |
| Queen's Park        | 3 – 0     | Dundee Utd         |
| Rangers             | 2 – 1     | Clyde              |
| St. Mirren          | 2 – 3     | Dumbarton          |
| Stranraer           | 0 – 5     | Cowdenbeath        |

#### Replay
Gare disputate l'8 febbraio 1947.
| Squadra 1          | Risultato | Squadra 2           |
| ------------------ | --------- | ------------------- |
| East Stirlingshire | 5 – 1     | Clachnacuddin       |
| Stenhousemuir      | 0 – 2     | Arbroath            |
| Third Lanark       | 2 – 1     | Hamilton Academical |

### Secondo turno
Gare disputate il 15 febbraio 1947. Presero parte al turno solo quattro squadre, le rimanenti quattordici furono direttamente ammesse al terzo turno.
| Squadra 1 | Risultato | Squadra 2          |
| --------- | --------- | ------------------ |
| East Fife | 5 – 1     | East Stirlingshire |
| Aberdeen  | 8 – 0     | Ayr Utd            |

### Ottavi di finale
Gare disputate il 25 gennaio 1947, tranne l'ultima giocata l'8 marzo.
| Squadra 1 | Risultato   | Squadra 2       |
| --------- | ----------- | --------------- |
| Aberdeen  | 1 – 1       | Greenock Morton |
| Arbroath  | 5 – 4       | Raith Rovers    |
| Dumbarton | 2 – 0       | Third Lanark    |
| Dundee    | 3 – 0       | Albion Rovers   |
| East Fife | 3 – 1       | Queen's Park    |
| Falkirk   | 0 – 0       | Motherwell      |
| Rangers   | 0 – 0       | Hibernian       |
| Hearts    | 2 – 1 (dts) | Cowdenbeath     |

#### Replay
Gare disputate l'8 marzo 1947.
| Squadra 1       | Risultato | Squadra 2 |
| --------------- | --------- | --------- |
| Hibernian       | 2 – 0     | Rangers   |
| Greenock Morton | 1 – 2     | Aberdeen  |
| Motherwell      | 1 – 0     | Falkirk   |

### Quarti di finale
Gare disputate il 15 marzo 1947.
| Squadra 1 | Risultato | Squadra 2  |
| --------- | --------- | ---------- |
| Dundee    | 1 – 2     | Aberdeen   |
| Arbroath  | 2 – 1     | Hearts     |
| East Fife | 0 – 2     | Motherwell |
| Hibernian | 2 – 0     | Dumbarton  |

### Semifinale
Gare disputate il 29 marzo 1947.
| Squadra 1 | Risultato   | Squadra 2  |
| --------- | ----------- | ---------- |
| Hibernian | 2 - 1 (dts) | Motherwell |
| Arbroath  | 0 - 2       | Aberdeen   |

### Finale
Gara disputata il 26 aprile 1947.
| Squadra 1 | Risultato | Squadra 2 |
| --------- | --------- | --------- |
| Aberdeen  | 2 - 1     | Hibernian |

| Arbitro: | Robert Calder |

|                           |           |                |
| Hamilton 36’ Williams 44’ | Marcatori | 1’ Cuthbertson |